# Escut de les Comores
L'escut de les Comores, més aviat un emblema que no pas un escut heràldic, fou adoptat oficialment l'1 d'octubre de 1978 i combina els colors verd i blanc.
L'element central és l'Orde de la Mitja Lluna Verda, creat el 26 de febrer del 1965 pel cap de la Casa Reial de les Comores, encara en temps de la dominació colonial francesa. Es tracta d'una mitja lluna col·locada en sentit horitzontal i amb les banyes cap amunt (el que en heràldica s'anomena un muntant), carregada de quatre estrelles de cinc puntes i per damunt d'un sol radiant. La mitja lluna, un símbol tradicional de l'islam, i les estrelles, tantes com illes formen l'arxipèlag, apareixen també en blanc sobre verd a la bandera estatal.
Al voltant, l'antiga denominació oficial d'aquest estat insular: RÉPUBLIQUE FÉDÉRALE ISLAMIQUE DES COMORES en francès i جمهورية القمر الإتحادية الإسلامية (Jumhūriyyat al-Qumur al-Ittiḥadiyya al-Islāmiyya) en àrab, és a dir, «República Federal Islàmica de les Comores». Tot i que des de l'any 2001 l'Estat es diu oficialment «Unió de les Comores» i que la nova Constitució va adoptar una nova bandera, l'escut va romandre inalterat amb l'antiga denominació.
A la part exterior, dos rams de llorer, amb una cinta a sota on es pot llegir el lema nacional en francès: UNITÉ – JUSTICE – PROGRÈS («Unitat – Justícia – Progrés»).